# Brasidas quadratipes
Brasidas quadratipes is een insect uit de orde Phasmatodea en de  familie Heteropterygidae. De wetenschappelijke naam van deze soort is voor het eerst geldig gepubliceerd in 1890 door Bolívar.